# Saison 1 de No Limit
Chronologie
Saison 2
Cet article présente le guide des épisodes de la première saison de la série télévisée No Limit.

## Synopsis
Vincent, agent à la DGSE est atteint d’une maladie incurable. Il est contacté par un département secret (Hydra) qui lui propose un traitement expérimental en échange de missions spéciales sur le territoire français, qu’il accepte pour se rapprocher géographiquement de sa fille de 15 ans, de son ex-femme et de sa sœur, flic à la crime. Défis pour Vincent, il devra assumer en même temps la crise d’adolescence de sa fille, les états d’âme de son ex et éviter que sa sœur, flic, ne le reconnaisse alors qu’il n’est officiellement qu’un simple poseur d’alarmes…

## Généralités
Cette saison est composée de 6 épisodes.
Elle est diffusée entre le 15 novembre 2012 et le 29 novembre 2012 sur TF1.
En Belgique, elle est diffusée sur la RTL TVI depuis le 5 novembre 2012.

## Panorama des saisons
|  | 1 | 6 | 15 novembre 2012 | 29 novembre 2012 | 13 janvier 2013 |

## Distribution

### Acteurs principaux
- Vincent Elbaz : Vincent Libérati
- Sarah Brannens : Lola Libérati (fille de Vincent)
- Anne Girouard : Juliette
- Hélène Seuzaret : Alexandra
- Bernard Destouches : Bago
- Damien Jouillerot : Tony Massart
- Christian Brendel : Col. De Boissieu
- Philippe Hérisson : Bertrand Rey
- Makita Samba : Arthur Lefranc
- Vanessa Guide : Marie Dulac
- Véronique Kapoian : Cdt. Nadine Leroy
- Jean-Marie Paris : Bouly
- Franck de Lapersonne : Professeur Grimberg
- Ludivine Manca : Manon
- Clément Brun : Rémy

### Acteurs récurrents
- Moussa Maaskri : Serge Vittelli
- Philippe Nahon : Victor Cerda
- Pierre-Marie Mosconi : Enzo Sabatini
- Patrick Catalifo : Lucas Sartène
- Fabien Cabanas : Loic
- Franck Sémonin : Christophe
- Christophe Carotenuto : Richard Christophe
- Patrice Goubier : Roland Loubet
- Aline Raballo : Mme Garnier

## Épisodes
| № | # | Titre     | Réalisation                        | Scénario                      | Audiences (millions) | Première diffusion |
| --- | - | --------- | ---------------------------------- | ----------------------------- | -------------------- | ------------------ |
| 1 | 1 | Épisode 1 | Didier Le Pêcheur Julien Despaux   | Franck Philippon & Luc Besson | 7,07                 | 15 novembre 2012   |
| Vincent, leader d'un groupe d'intervention dépendant des services secrets, découvre qu'il est atteint d'une tumeur au cerveau. Il accepte un marché : en échange d'un traitement expérimental prometteur pour soigner sa tumeur, il remplira des missions secrètes sur le territoire français. Ces opérations confidentielles ne seront pas couvertes par les autorités. Vincent en profite pour se rapprocher géographiquement de sa fille âgée de 15 ans, qu'il n'a pas vue grandir, de son ex-femme remariée à un homme qu'elle estime parfait. Il espère aussi revoir sa sœur, policier à la brigade criminelle de Marseille. Très vite, il est contacté pour exécuter son premier contrat... |   |           |                                    |                               |                      |                    |
| 2 | 2 | Épisode 2 | Didier Le Pêcheur & Julien Despaux | Franck Philippon & Luc Besson | 6,20                 | 15 novembre 2012   |
| Vincent doit démanteler un trafic de drogue, tout en jouant à cache-cache avec sa sœur, qui mène une enquête criminelle. Ses investigations pourraient la mettre sur la piste des activités secrètes de son frère. Pour l'heure, Vincent se concentre sur la personne de Lucas Sartène, un notable marseillais qui tient la pègre dans ses mains. Le malfrat gère ses affaires au quotidien avec son bras droit, Serge Vittelli. Vincent tente parallèlement de renouer des liens avec sa fille, ce qui s'annonce beaucoup plus compliqué que prévu. Lola est encore en pleine crise d'adolescence...                                                                                             |   |           |                                    |                               |                      |                    |
| 3 | 3 | Épisode 3 | Julien Despaux Didier le pecheur   | Franck Philippon & Luc Besson | 6,85                 | 22 novembre 2012   |
| Fort de sa première mission, Vincent doit infiltrer le réseau d'un trafiquant d'armes pour découvrir l'identité de son mystérieux chef, qui demeure insaisissable. Pendant ce temps, Juliette est chargée d'élucider l'assassinat d'un homme, abattu à coups de Kalachnikov. Sans le savoir, elle enquête sur le même terrain que son frère, sa victime étant liée à l'homme que recherche Vincent. Ce dernier, lorsqu'il le comprend, utilise les informations de sa sœur pour remonter jusqu'à sa cible. Il se fait aider par Marie, une belle et provocante agente du réseau «Hydra», qui protège sa couverture auprès des criminels..                                                         |   |           |                                    |                               |                      |                    |
| 4 | 4 | Épisode 4 | julien Despaux Didier Le Pêcheur   | Franck Philippon & Luc Besson | 6,50                 | 22 novembre 2012   |
| Juliette, en faisant du zèle, précipite son enquête et arrête des intermédiaires qui devaient être utiles pour la mission de Vincent. Pour couronner le tout, elle arrête même Marie, ce qui oblige Vincent à monter une opération d'évasion périlleuse dans le commissariat de sa sœur. Parallèlement, les membres du réseau «Hydra» décident de passer à la vitesse supérieur pour remonter jusqu'aux chefs du trafic... |   |           |                                    |                               |                      |                    |
| 5 | 5 | Épisode 5 | Didier Le Pêcheur julien Dépaux    | Franck Philippon & Luc Besson | 6,88                 | 29 novembre 2012   |
| Infiltré parmi les dockers de Marseille, Vincent cherche à démanteler un important trafic d'êtres humains qui transitent par les conteneurs du port autonome. Au cours de son enquête, il manque d'être démasqué par un docker impliqué dans le réseau, qu'il finit par tuer accidentellement au cours d'une poursuite. Juliette est chargée de faire toute la lumière sur la mort du docker et se retrouve à rechercher, sans le savoir, son propre frère. Vincent, de son côté, doit redoubler d'efforts pour trouver les responsables du trafic, maintenant qu'il est sous la menace d'une arrestation par la police. Les chefs du réseau « Hydra » s'inquiètent...                            |   |           |                                    |                               |                      |                    |
| 6 | 6 | Épisode 6 | Didier Le Pêcheur Julien Despaux   | Franck Philippon & Luc Besson | 6,30                 | 29 novembre 2012   |
| Au moment où Juliette découvre que Vincent est sans doute responsable de la mort du docker sur laquelle elle enquête, Lola se fait enlever par Olga Sverdenko, la trafiquante que Vincent a en ligne de mire. L'agent décide de sauver sa fille sans prévenir personne. Pour cela, il doit faire tomber Sverdenko le plus vite possible tout en gérant sa maladie, dont les symptômes se manifestent de plus en plus souvent... |   |           |                                    |                               |                      |                    |

## Audiences
| # | Épisode | Titre original | Date de diffusion originale | Horaire de diffusion | Audiences | PDM    |
| - | ------- | -------------- | --------------------------- | -------------------- | --------- | ------ |
| 1 | 1       | Épisode 1      | 15 novembre 2012            | Jeudi 20 h 50        | 7 071 000 | 27,5 % |
| 2 | 2       | Épisode 2      | 15 novembre 2012            | Jeudi 22 h 10        | 6 200 000 | 33,2 % |
| 3 | 3       | Épisode 3      | 22 novembre 2012            | Jeudi 20 h 50        | 6 859 000 | 26,1 % |
| 4 | 4       | Épisode 4      | 22 novembre 2012            | Jeudi 22 h 10        | 6 500 000 | 29,2 % |
| 5 | 5       | Épisode 5      | 29 novembre 2012            | Jeudi 20 h 50        | 6 883 000 | 25,7 % |
| 6 | 6       | Épisode 6      | 29 novembre 2012            | Jeudi 22 h           | 6 300 000 | 27,7 % |